# غنيمية (لاذقية)
غنيمية قرية صغيرة في ناحية كنسبا التابعة لمنطقة الحفّة في محافظة اللاذقية. بلغ عدد سكانها 249 نسمة حسب تعداد عام 2004.